# Łebski Harry
Łebski Harry (ang. Heathcliff and the Catillac Cats) – francusko-amerykański serial animowany, opowiadający o Harrym – pomarańczowym kocie, który podwędza pyszności.

## Fabuła
Ukochany zwierzak pary staruszków o nazwisku Nutmegs prowadzi podwójne życie. Uwielbia swój wielkopański żywot, ale jego drugim imieniem jest ciekawość. Łebski Harry planuje przeżyć swoje dziewięć żyć na pełnych obrotach. Ma w zanadrzu mnóstwo sztuczek i ciągle płata innym złośliwe figle. Obmyśla śmiałe plany, aby wykraść mleczarzowi butelkę śmietanki, kombinuje, jak tu zwędzić sardynkę lub dwie na rybnym targu. Mimo to Łebski Harry jest kotem o wrażliwej naturze. Kiedy zaczyna myśleć o miłości, zawsze u jego boku pojawia się Sonja, piękna biała kotka. To chyba prawdziwa miłość.
Powstało również kilka innych seriali z udziałem pomarańczowego kota, a są to:
- Heathcliff i Dingbat (ang. Heathcliff and Dingbat, 1980-1981) – był emitowany przez Cartoon Network,
- Heathcliff i Marmaduke (ang. Heathcliff and Marmaduke, 1981-1982) – był emitowany przez Boomerang (po polsku).

## Postacie
- Harry – główny bohater kreskówki; pomarańczowy kot nieustannie wprowadzający zamęt; uważa, że świat stoi przed nim otworem.
- Sonja – drobna biała kotka, wybranka Harry’ego.
- Riff-Raff – sprytny szef gangu, w skład którego wchodzą Mungo, Poeta i Hektor.
- Mungo – niezbyt rozgarnięty, gruby kot, który wciąż myśli o jedzeniu. Zakochał się w Dipsy. Kolekcjonuje butelki po mleku.
- Poeta (w starszej wersji: Biały) – biały kot ze słuchawkami na uszach i wrotkach na nogach, nieustannie mówi rymami (częstokroć trywialnymi).
- Hektor – brązowy kot z kołnierzem koszuli i krawatem-śledzikiem.
- Cleo – piękna przyjaciółka Riff-Raffa, biała kotka w różowym stroju do aerobiku; uważana za jego dziewczynę.
- Spike – pies kolegi Iggy’ego, główny oponent Harry’ego.
- Leroy – pies-stróż na wysypisku (gdzie mieszka gang), daje się we znaki Riff-Raffowi i jego grupie.
- Bush – Pies pilnujący sklep muzyczny przed Riff-Raffem.
- Iggy – chłopiec, właściciel Harry’ego. Chodzi na spacery wraz ze swoją sąsiadką imieniem Marcy.
- Marcy – sąsiadka Iggy’ego, jest dziewczynką, która opiekuje się Harrym. Wozi go w wózku dla lalek. Jest koleżanką Iggy’ego. W odcinku Straszna Tammy już nie bawiła się z Harrym tylko z Tammy. Pod koniec odcinka już nie chciała się z nią bawić.
- Maxy – chłopiec, właściciel Spike’a.
- Babcia Iggy’ego
- Dziadek Iggy’ego
- Roxy – kotka z odcinka Nowa kicia.
- Dipsy – kotka z odcinka Zawody miłosne. Jest wysportowana. Zakochana w Mungo.
- Tammy – złośliwa kotka z odcinka Straszna Tammy. Chce rządzić okolicą Harry’ego, który nie jest z tego zadowolony. Harry nie bije kotek, więc Sonja musiała zająć się Tammy. Na początku Marcy (która zawsze bawiła się z Harrym) opiekowała się złą kotką nie wiedząc jaka jest naprawdę. Później już nie chciała się z nią bawić.

## Emisja w Polsce
Istnieją dwie polskie wersje – pierwsza powstała na początku lat 90., na zlecenie Eurocomu (zdubbingowano tylko drugą serię) i była wyświetlana w TVP2 i TVP Lublin oraz wydana na kasetach VHS; druga powstała pod koniec lat 90., na zlecenie telewizji TVN (reszta odcinków). Ponieważ początkowe odcinki serialu zdubbingował TVN, ta wersja była wyświetlana przez większość stacji telewizyjnych, które pokazywały go od początku. W obu wersjach obsada pozostała bez większych zmian, zaś jedyne, co je znacznie od siebie różni to wykonanie tytułowej piosenki, bowiem wersja nagrana dla TVN (wyświetlana także w Fox Kids oraz Jetix Play) posiadała zdecydowanie spokojniejszą aranżację w stosunku do oryginału.

## Odcinki
- Serial liczy 86 odcinków.
- Premiera serialu w Polsce miała miejsce 19 września 1991 roku na kanale TVP2.
- Wcześniej można go było oglądać na kanale TVP2, TVN, Jetix Play, Fox Kids, TV4 i TV6. Obecnie serial jest emitowany przez Top Kids.
- W Jetix Play serial pojawił się 1 listopada 2003 roku (odcinki 1-20). Kolejne odcinki (21-30) pojawiły się 7 stycznia 2006 roku.
- Od 31 maja do 17 lipca 2011 roku serial był nadawany na kanale TV4.
- Od 8 września 2011 roku serial był także nadawany na kanale TV6.
- Od 1 grudnia 2015 roku serial emitowany był na antenie Top Kids.
- Od 1 października 2019 serial był emitowany na kanale NTL Radomsko.
- Każdy odcinek składa się z dwóch części: pierwsza to przygody Harry’ego, druga zaś to przygody bandy Riff-Raffa.

### Spis odcinków
| Nr             | Polski tytuł                                         | Angielski tytuł                       |
| Seria pierwsza | Seria pierwsza                                       | Seria pierwsza                        |
| -------------- | ---------------------------------------------------- | ------------------------------------- |
| 1              | Wielki Koccini                                       | The Great Pussini                     |
| 1              | Kocie więzienie                                      | Kitty Kat Kennels                     |
| 2              | Wielka ucieczka                                      | Chauncey’s Great Escape               |
| 2              | Karnawałowe szaleństwo                               | Carnival Capers                       |
| 3              | Pomocnik hycla                                       | Mad Dog Catcher                       |
| 3              | Cyrk                                                 | Circus Beserkus                       |
| 4              | Rewolta bez pazurów                                  | Rebel Without a Claws                 |
| 4              | Wiejskie życie to nie dla mnie                       | The Farming Life Ain’t For Me         |
| 5              | Przydomek Harry’ego                                  | Heathcliff’s Middle Name              |
| 5              | Cudowna butelka                                      | Wishful Thinking                      |
| 6              | Król dżungli                                         | King of the Beasts                    |
| 6              | Wycieczka w góry                                     | Cat Can Do                            |
| 7              | Pożar                                                | Smoke Gets in my Eyes                 |
| 7              | Wiele hałasu o łóżko                                 | Much Ado about Bedding                |
| 8              | Odwiedziny kuzyna                                    | City Slicker Cat                      |
| 8              | Dom przyszłości                                      | House of the Future                   |
| 9              | Kuzyn Spike’a                                        | Spike’s Cousin                        |
| 9              | Wyprawa na ptaki                                     | For the Birds                         |
| 10             | Zwierzątko Harry’ego                                 | Heathcliff’s Pet                      |
| 10             | Bagno                                                | The Big Game Hunter                   |
| 11             | Gra w golfa                                          | Teed Off                              |
| 11             | Monstro spotyka wilkołaka                            | Monstro vs. the Wolf Hound            |
| 12             | Proszę o uśmiech                                     | Say Cheese                            |
| 12             | Aniołki                                              | Cat’s Angels                          |
| 13             | Wyspa Miau Miau                                      | Meow Meow Island                      |
| 13             | Wielki wyścig                                        | Iron Cats                             |
| 14             | Drzewo genealogiczne                                 | Family Tree                           |
| 14             | Czekolada                                            | Who’s got the Chocolate?              |
| 15             | Bądź gotów                                           | Be Prepared                           |
| 15             | Rejs                                                 | Cruisin’ for a Bruisin’               |
| 16             | Nabity w puszkę                                      | Heathcliff Gets Canned                |
| 16             | Wredne ptaszysko                                     | Whackoed Out                          |
| 17             | Mistrz intelektu                                     | Brain Sprain                          |
| 17             | Wycieczka balonem                                    | Cat Balloon                           |
| 18             | Niech wygra najlepszy                                | May The Best Cat Win                  |
| 18             | Koci show                                            | Comedy Cats                           |
| 19             | Zemsta nie popłaca                                   | Revenge of the Kitty                  |
| 19             | Wakacje w buszu                                      | Jungle Vacation                       |
| 20             | Pobyt w szpitalu                                     | Hospital Heathcliff                   |
| 20             | Hektor przejmuje dowództwo                           | Mungo's Dilemma                       |
| 21             | Zakupy                                               | Going Shopping                        |
| 21             | Brat Riff-Raffa                                      | Cat in the Fat                        |
| 22             | Dzika bestia                                         | Wild Cat Heathcliff                   |
| 22             | Nowa Kicia                                           | Kitten Around                         |
| 23             | Kot włamywacz                                        | Cat Burglar Heathcliff                |
| 23             | Pechowy dzień Pechola                                | Lucky’s Unlucky Day                   |
| 24             | Zimowe szaleństwo                                    | The Blizzard Bandit                   |
| 24             | Koci Harem                                           | Harem Cat                             |
| 25             | Brzdąc w opałach                                     | Kitten Smitten                        |
| 25             | Cudowna trąbka                                       | Young Cat with a Horn                 |
| 26             | Nowy gang                                            | The Gang’s All Here                   |
| 26             | Kocia orkiestra                                      | The Meowsic Goes Round & Round        |
| 27             | Śnieżna zabawa                                       | Snow Job                              |
| 27             | Kocie apartamenty                                    | Condo Fever                           |
| 28             | Siłownia                                             | Heathcliff Pumps Iron                 |
| 28             | Dylemat Munga                                        | Hector's Takeover                     |
| 29             | Sobowtór                                             | Heathcliff’s Double                   |
| 29             | Wielka Stopa                                         | Big Foot                              |
| 30             | Straszna Tammy                                       | Terrible Tammy                        |
| 30             | Zawody miłosne                                       | The Games of Love                     |
| 31             |                                                      | Big Top Bungling                      |
| 31             | Space Cats                                           |                                       |
| 32             |                                                      | Lard Times                            |
| 32             | The Merry Pranksters                                 |                                       |
| 33             |                                                      | Spike’s Slave                         |
| 33             | Scaredy Cats                                         |                                       |
| 34             |                                                      | Gopher Broke                          |
| 34             | A Camping We Will Go                                 |                                       |
| 35             |                                                      | Where There’s a Will, There’s a Way   |
| 35             | Yes Sewer That’s My Baby                             |                                       |
| 36             |                                                      | Soap Box Derby                        |
| 36             | A Better Mousetrap                                   |                                       |
| 37             |                                                      | Bamboo Island                         |
| 37             | Superhero Mungo                                      |                                       |
| 38             |                                                      | Butter Up                             |
| 38             | Mungo Gets no Respect                                |                                       |
| 39             | Siostrzeniec Sonji                                   | Sonja’s Nephew                        |
| 39             | Doktor Myszetus                                      | DC. Mousetus                          |
| 40             |                                                      | The Carnival Curse                    |
| 40             | Going South                                          |                                       |
| 41             |                                                      | Phantom of the Garbage                |
| 41             | Powódź w śmietniku                                   | Junkyard Flood                        |
| 42             |                                                      | Trombone Terror                       |
| 42             | The Other Woman                                      |                                       |
| 43             |                                                      | Pop on Parole                         |
| 43             | The Babysitters                                      |                                       |
| 44             |                                                      | Heathcliff Gets Canned                |
| 44             | The Mungo Mash                                       |                                       |
| 45             |                                                      | Copa-ca-Heathcliff                    |
| 45             | Leroy’s in Love                                      |                                       |
| 46             |                                                      | Used Pets                             |
| 46             | Search for a Star                                    |                                       |
| 47             |                                                      | An Officer and an Alley-Cat           |
| 47             | Hector Spector                                       |                                       |
| 48             |                                                      | Service with a Smile                  |
| 48             | Junk Food                                            |                                       |
| 49             | Boom Boom Pussini                                    | Boom Boom Pussini                     |
| 49             | Plażowy ręczniczek                                   | Beach Blanket Mungo                   |
| 50             |                                                      | Sealand Mania                         |
| 50             | Riff Raff the Gourmet                                |                                       |
| 51             |                                                      | The Super M.A.C. Menace               |
| 51             | Journey to the Center of the Earth                   |                                       |
| 52             |                                                      | A Piece of the Rock                   |
| 52             | Divide and Clobber                                   |                                       |
| 53             | Przemiana                                            | Heathcliff Reforms                    |
| 53             | Prehisteryczny Riff Raff                             | Prehysteric Riff Raff                 |
| 54             | Wysokie loty                                         | Flying High                           |
| 54             | Bal przebierańców                                    | Debutante Ball                        |
| 55             | Niespodzianka                                        | Heathcliff Surprise                   |
| 55             | Kocie umizgi                                         | The Big Break In                      |
| 56             | Koci ojciec chrzestny                                | The Catfather                         |
| 56             | Wielki skok                                          | The Big Swipe                         |
| 57             | Wycieczka na wieś                                    | Tally-Ho Heathcliff                   |
| 57             | Przeprowadzka Cleo                                   | Cleo Moves in                         |
| 58             |                                                      | Grandpa vs. Grandpa                   |
| 58             | Swamp Fever                                          |                                       |
| 59             |                                                      | The Great Tuna Caper                  |
| 59             | Peco’s Treasure                                      |                                       |
| 60             | Dzidzia i Złoczyńca                                  | The Baby Buggy Bad Guys               |
| 60             | Mama Riff-Raffa                                      | Riff Raff’s Mom                       |
| 61             | Mama w mieście                                       | Momma’s Back in Town                  |
| 61             | Bojowy taniec                                        | Trash Dance                           |
| 62             |                                                      | Claws                                 |
| 62             | Hector the Detector                                  |                                       |
| 63             | Poszukiwacze zaginionego kota                        | Raiders of the Lost Cat               |
| 63             | Mungo Ptasia Mama                                    | Mungo Lays an Egg                     |
| 64             |                                                      | The Home Wrecker                      |
| 64             | In Search of Catlantis                               |                                       |
| 65             | Gwiazda jutra                                        | Star of Tomeow                        |
| 65             | Wielki mecz                                          | Soccer Anyone                         |
| Seria druga    |                                                      |                                       |
| 66             | Arystokrata z Dover                                  | The Whitecliff of Dover               |
| 66             | Dozgonna wdzięczność                                 | Life Saver                            |
| 67             | To koszmarne Beverly Hills                           | Nightmare in Beverly Hills            |
| 67             | Super Kot                                            | The Iron Mask Cat                     |
| 68             | Szkoła dobrych manier                                | The Shrink                            |
| 68             | Niebiańskie śmietnisko                               | Brushing Up                           |
| 69             |                                                      | Dr. Heathcliff and Mr. Spike          |
| 69             | Time Warped                                          |                                       |
| 70             | Nowy dom Spike'a                                     | Spike’s New Home                      |
| 70             | Wielka miłość Munga                                  | Mungo’s Big Romance                   |
| 71             | Kot i żebrak                                         | The Cat and the Pauper                |
| 71             | Mungo Bungo                                          | Mungo of the Jungle                   |
| 72             | Rocznica                                             | In the Beginning                      |
| 72             | Kocia olimpiada                                      | Catlympic Cats                        |
| 73             | Widok na podwórze                                    | Rear Cat Window                       |
| 73             | Kot Ninja                                            | Cat Days, Ninja Nights                |
| 74             | Znielubić rybkę?                                     | Something Fishy                       |
| 74             | Pierwsze Boże Narodzenie                             | Christmas Memories                    |
| 75             | Odwiedziny mamy                                      | Heathcliff’s Mom                      |
| 75             | Walka o krążek                                       | Hockey Pucks                          |
| 76             | Kocie popołudnie                                     | Cat Day Afternoon                     |
| 76             | Hektor – kot-goryl                                   | Hector the Protector                  |
| 77             | Kocie szczęście                                      | Feline Good                           |
| 77             | Rajdowiec                                            | Off-Road Racer                        |
| 78             | Kto pod dołki kopie?                                 | Spike’s Coach                         |
| 78             | Trojański kadilak                                    | The Trojan Catillac                   |
| 79             |                                                      | Heathcliff Gets Framed                |
| 79             | Dzikie potwory                                       | Repo Cat                              |
| 80             | Zaginiony w akcji (nowa wersja: Problemy z pamięcią) | Missing In Action                     |
| 80             | Bluesowa opowieść                                    | Bag Cat Sings the Blues               |
| 81             |                                                      | It’s a Terrible Life                  |
| 81             | Leroy Gets Canned                                    |                                       |
| 82             |                                                      | Hair of the Cat                       |
| 82             | Tenting Tonight                                      |                                       |
| 83             | Trzy przepowiednie                                   | The Fortune Teller                    |
| 83             | Zając i pisanki                                      | Cottontails, Chickens, & Colored Eggs |
| 84             | Złote jajko                                          | Break An Egg                          |
| 84             | List do babci                                        | A Letter to Granny                    |
| 85             | Kanały Nowego Jorku                                  | The New York City Sewer System        |
| 85             | Wielkie uczucia                                      | High Goon                             |
| 86             | Kot na biegunie północnym                            | North Pole Cat                        |
| 86             | On nie jest zły, to mój brat                         | He Ain’t Heavy, He’s My Brother       |